# Vampire en pyjama
 (juillet 2018).
Si vous disposez d'ouvrages ou d'articles de référence ou si vous connaissez des sites web de qualité traitant du thème abordé ici, merci de compléter l'article en donnant les références utiles à sa vérifiabilité et en les liant à la section « Notes et références ».
Albums de Dionysos
Bird 'n' Roll Surprisier
Singles
1. Vampire de l'amour
Sortie : 23 octobre 2015

Vampire en pyjama est le huitième album enregistré en studio par le groupe Dionysos, et paru le 29 janvier 2016, soit deux jours après le journal intime de Mathias Malzieu, Journal d'un vampire en pyjama. L'album se veut plus acoustique que les précédents, s'éloignant un peu de l'énergie habituelle et se rapprochant ainsi de la chanson. Les textes sont encore plus personnels. Une mascotte accompagne ce nouvel album : un homme à tête de cœur, Heartman, souvent reproduit par le groupe et les fans dans les rues de leurs villes.

## Titres de l'album
| No  | Titre                       | Durée |
| --- | --------------------------- | ----- |
| 1.  | Chanson d'été               | 3.22  |
| 2.  | Guerrier de porcelaine      | 2.41  |
| 3.  | Vampire de l'amour          | 2.23  |
| 4.  | Hospital Blues              | 3.50  |
| 5.  | L'Heure des lueurs          | 2.37  |
| 6.  | Skateboarding sous morphine | 2.51  |
| 7.  | Know Your Anemy             | 2.38  |
| 8.  | I Follow Rivers             | 3.15  |
| 9.  | Dame Ocles                  | 3.08  |
| 10. | Le Petit Lion               | 2.26  |
| 11. | Déguisé en moi              | 3.14  |
| 12. | Le Chant du mauvais cygne   | 2.23  |
| 13. | Vampire en pyjama           | 2.34  |

## La tournée
Dionysos a annoncé le début de sa tournée. Durant la première moitié de 2016, le groupe a écumé une vingtaine de dates dont une au Grand Rex le 3 mai 2016. Le groupe a annoncé qu'il jouerait une quarantaine de dates à travers la France. Pour cette tournée, il favorise des salles assises pour plus d'intimité avec le public et assumer des chansons plus calmes. Durant les concerts, le groupe reprend notamment le titre "Heroes" de David Bowie.

## Musiciens et instruments

### Principaux musiciens
- Mathias Malzieu : chant, guitare folk, harmonica
- Michaël Ponton : guitare électrique, banjo, xylophone, glockenspiel, programmations, guitare dobro, chœurs
- Éric Serra-Tosio : batterie, sifflet, chœurs
- Stéphan Bertholio : basse, clavier, guitare folk, scie musicale, chœurs
- Élisabet Maistre : chant, violon, banjo, chœurs, programmations, demi-lune
- Olivier Daviaud : arrangements cors, chœurs et cordes, piano, violoncelle, clavier, chœurs, mellotron

### Musiciens additionnels
Le Quatuor Akilone
- Émeline Concé : 1er violon
- Élise De-Bendelac : 2e violon
- Louise Desjardin : alto
- Lucie Mercat : violoncelle

Cors
- Maxime Tomba
- Pierre Badol

### Programmations additionnelles
- Matthieu Jay
- Pierrick Devin
- Clément Leveau
- Invité : Rosemary Texeira sur Le petit Lion

## Particularités de l'album
- La chanson I Follow Rivers est une reprise de la chanteuse Lykke Li.
- Chanson d'été reprend le poème de Paul Verlaine, Chanson d'automne.
- Hospital Blues est chantée au début et à la fin par Mathias Malzieu en voix de tête.
- L'intégralité de l'album a été enregistré au Studio Frigo à Valence sauf Dame Oclès, une chanson entièrement orchestrée qui a été enregistrée au studio CBE et chez Olivier Daviaud. Les arrangements ont été enregistrés au studio BCE par David Maistre.
- Les chansons sont en lien avec Journal d'un vampire en pyjama de Mathias Malzieu, ainsi on retrouve la présence de Dame Oclès. Les deux œuvres se complètent.
- Hospital Blues et Chanson d'été ont été composées à l'hôpital où Mathias Malzieu séjournait.

## Réception
| Classement / pays (2016)    | Meilleure position |
| --------------------------- | ------------------ |
| Belgique - Ultratop 50      | 37                 |
| France - SNEP               | 15                 |
| Suisse - Swiss Albums Chart | 90                 |